# Урош Ћосић
Урош Ћосић (Београд, 24. октобар 1992) је српски фудбалер. Игра у одбрани.

## Каријера
Ћосић је прошао млађе категорије београдске Црвене звезде одакле је као омладинац 2009. године прешао у ЦСКА из Москве. У московском клубу није добио прилику да заигра за први тим па је у јануару 2011. позајмљен Црвеној звезди, прво до краја сезоне, а потом је позајмица продужена на још годину дана. Ћосић је код тренера Роберта Просинечког прошао пут од стандардног првотимца до резерве и потпуно отписаног играча. У другом делу сезоне 2010/11. за три месеца је одиграо десет мечева, а у сезони 2011/12. је сакупио 11 утакмица, с тим да од 25. октобра 2011. није забележио ни минут. У априлу 2012. је одстрањен из тима, након чега је тренирао индивидуално до истека позајмице. Ћосић је за годину и по дана у Црвеној звезди одиграо укупно 21 утакмицу, уз један постигнут гол.
Почетком јула 2012. године, ЦСКА је позајмио Ћосића новом италијанском прволигашу Пескари. У сезони 2012/13. наступио је на 20 утакмица у Серији А, али је клуб на крају сезоне испао у нижи ранг. У јуну 2013. Пескара је искористила опцију из уговора и откупила је Ћосићев уговор. У наредних годину и по дана је играо за Пескару у Серији Б, да би у јануару 2015. био позајмљен још једном друголигашу Фрозинонеу. Крајем августа 2015. потписао је трогодишњи уговор са прволигашем Емполијем. У Емполију је за две сезоне одиграо 23 утакмице у Серији А. Почетком јула 2017. прешао је у АЕК из Атине. У сезони 2017/18. са екипом АЕК-а је освојио титулу првака Грчке, прву након 24 године. У наредној 2018/19. сезони са клубом из Атине је играо и у групној фази Лиге шампиона. Током сезоне 2019/20. наступао је за румунског прволигаша Универзитатеу из Крајове. Дана 17. септембра 2020. потписао је за белоруски Шахтјор из Салигорска, али је овај клуб напустио наредног месеца а да није стигао ни да дебитује. Током пролећа 2021. наступао је за грчку Ларису, а у августу исте године је потписао за новог кипарског прволигаша Паек. У јулу 2022. вратио се у српски фудбал и потписао за прволигаша ИМТ са Новог Београда.

## Трофеји

### Црвена звезда
- Куп Србије (1) : 2011/12.

### АЕК Атина
- Првенство Грчке (1) : 2017/18.